# Eiconaxius acutifrons
Eiconaxius acutifrons är en kräftdjursart som först beskrevs av Charles Spence Bate 1888.  Eiconaxius acutifrons ingår i släktet Eiconaxius och familjen Axiidae. Inga underarter finns listade i Catalogue of Life.